# 奈良縣公安委員會
奈良縣公安委員会（日语：／ Naraken kō'an-i'inkai */?）是由奈良縣知事所轄，負責管理奈良縣警察的行政委員會，由3名委員組成。

## 委員
- 委員長
  - 中村憲兒
- 委員
  - 植野康夫
  - 飯降政彦

## 下部組織
- 奈良縣警察

## 外部連結
- 奈良県公安委員会 （页面存档备份，存于）